# Château Pétrus
Pétrus ist ein Weingut im französischen Weinbaugebiet Pomerol bei Bordeaux. Es erzeugt den Rotwein Pétrus, einen der angesehensten und teuersten Weine der Welt. Er ist ein Statussymbol, das auch als Anlageobjekt begehrt ist. Bei der Weinqualität liegt der Pétrus jedoch mit anderen, weniger berühmten und teuren Spitzenweinen von Pomerol wie Château Lafleur oder Château L’Evangile gleichauf und wird von ihnen in manchen Jahrgängen sogar übertroffen.

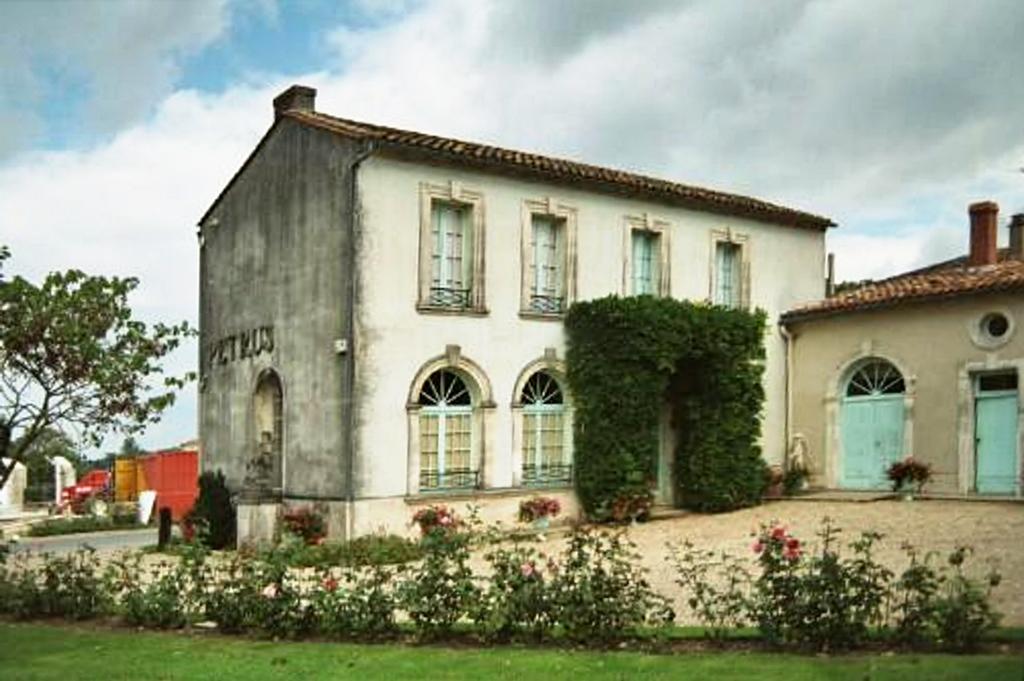
Hof des Weinguts Pétrus

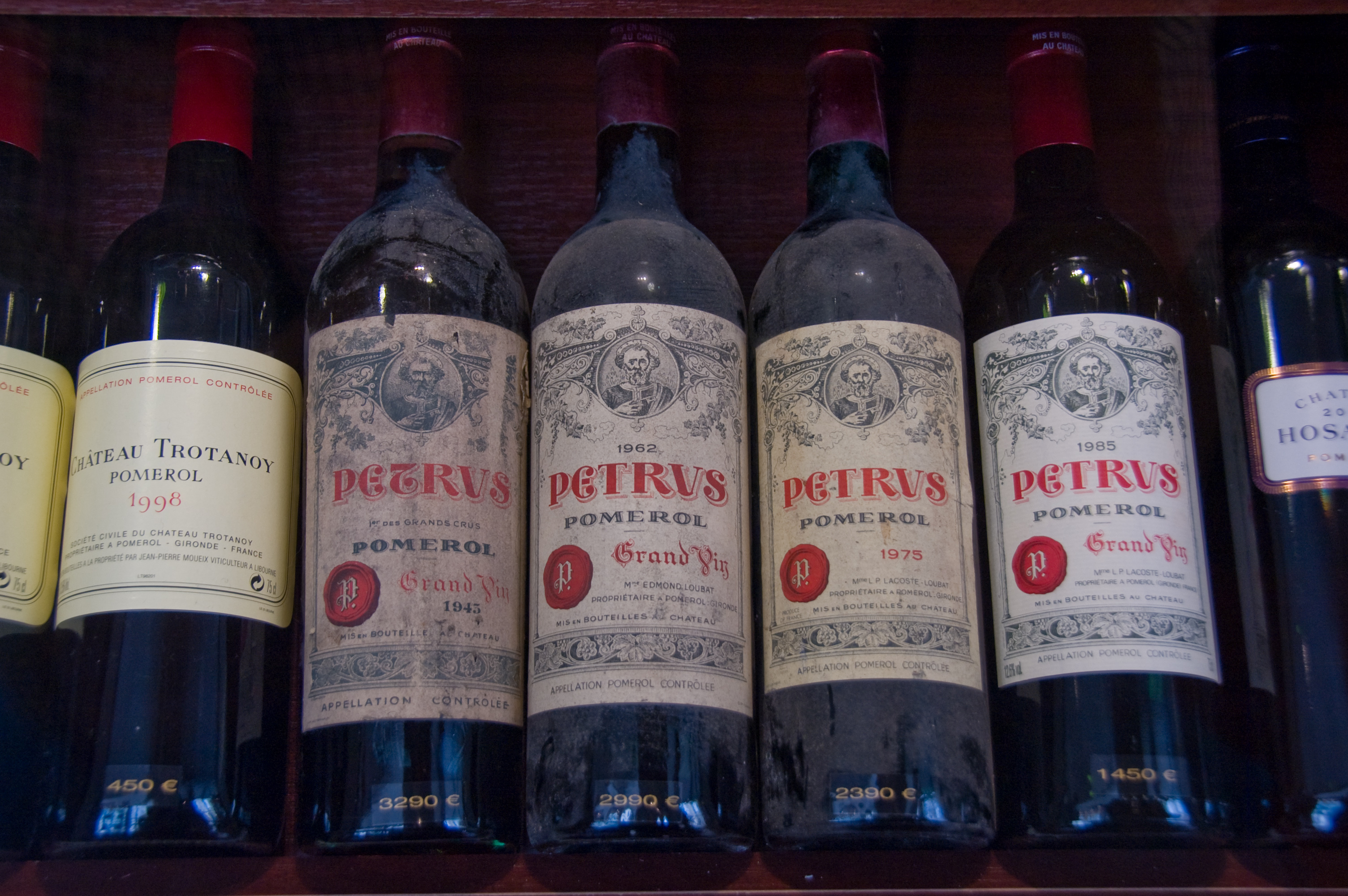
Ältere Jahrgänge des Pétrus

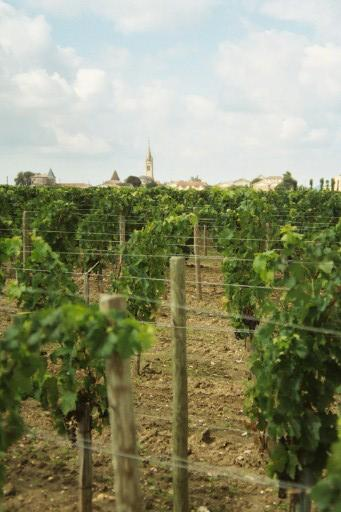
Reben des Château Pétrus

## Weingut und Produkte

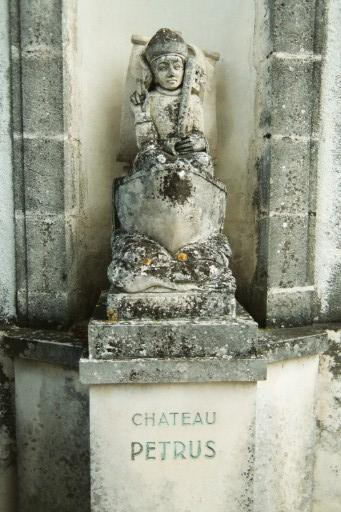
Statue des Apostels Petrus

Eine Steinfigur des Apostels Petrus ist Namensgeber des kleinen Weingutes. Markant sind die hellblauen Fensterrahmen, die in dieser Gegend nur das Château Pétrus zeigt. Anfang 2000 wurde das Hauptgebäude komplett erneuert.
Die Rebfläche des Gutes beträgt nur 11,5 ha, diese ist zu 95 % mit Merlot und zu 5 % mit Cabernet Franc bestockt. Die Verwendung der Trauben entscheidet sich nach der Ernte, in viele Jahrgänge fließt kein Cabernet Franc ein, so dass der Pétrus ein rebsortenreiner Merlot und keine Cuvée ist. In den 1950er-Jahren war der Anteil des Cabernet Franc noch bei 30 %. Die Rebstöcke sind über 40 Jahre alt, der Ertrag schwankt zwischen 15 und 45 hl pro ha. Der Wein wird 19 Monate in ausschließlich neuen Barriques gelagert, er wird nicht filtriert, einen Zweitwein gibt es nicht.
In Jahren, in denen die Kritiker den Weinen Höchstnoten geben, können die Flaschenpreise bei über mehreren Tausend Euro liegen, selbst in schlechteren Jahren kostet eine Flasche selten weniger als einige hundert Euro. Nur die Weine des Burgunder-Weingutes Domaine Romanée-Conti sind gelegentlich noch teurer. In der Region gibt es weniger bekannte Nachbargüter wie La Conseillante und Lafleur, deren Weine häufig zu einem Drittel des Preises von Pétrus angeboten werden.
Das Weingut befindet sich im Besitz von Jean-Pierre Moueix, dem neben Pétrus noch weitere Weingüter gehören.
Die Jahresproduktion liegt bei nur 25.000 bis 30.000 Flaschen, weshalb der Wein auch wegen der geringen Produktionsmenge am Markt selten ist. Häufig wird vom Handel der Erwerb einer Flasche Pétrus an andere Einkäufe geknüpft, so bot Mövenpick 2002 in Deutschland in der Subskription Weine von Pétrus an, erst bei einem Erwerb anderer Weine im Wert von mindestens 4.000 Euro wurde eine Einzelflasche Pétrus an den Kunden verkauft.

## Lage und Boden

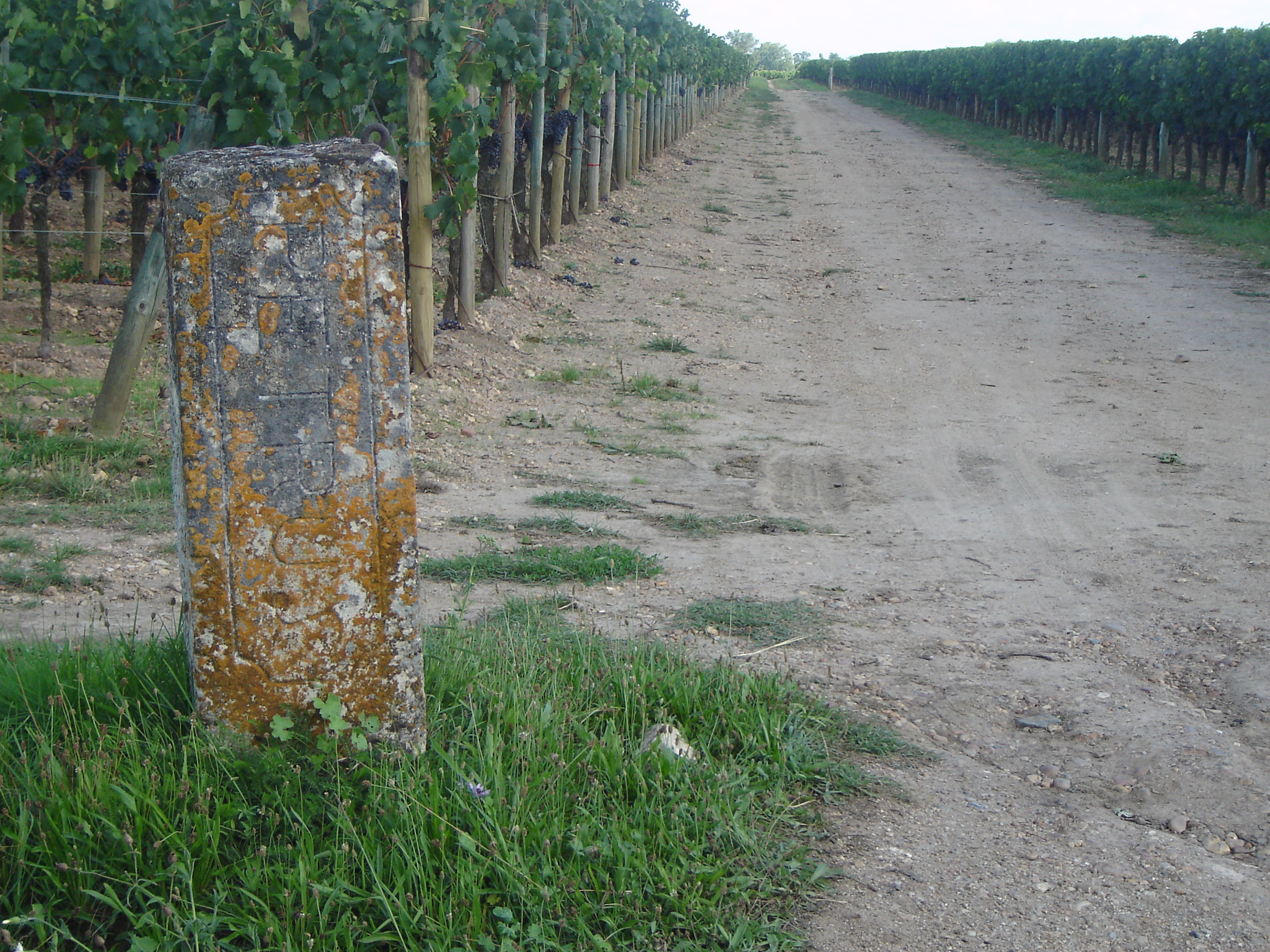
Der sandige Kiesboden des Plateaus von Pomerol

Die Rebflächen liegen im so genannten Knopfloch von Pétrus. Das Plateau von Pomerol besteht in erster Linie aus Kies, mit einem Unterboden aus Ton. Wo heute Pétrus liegt, war die durch Erosion abgetragene höchste Erhebung. Dadurch ist die Kies-Sand-Schicht hier nur knapp einen Meter dick. Dieses geologische Knopfloch umfasst 20 ha, wovon 11 ha auf Pétrus entfallen. Darin ist die Sonderstellung von Pétrus unter den Pomerol-Weinen begründet.
Die eisenhaltige Tonschicht verleiht dem Pétrus seine üppige runde Fülle, die immer über die Tannine dominiert und im Alter für die trüffelartigen Aromen verantwortlich ist.

## Geschichte
Das Weingut existiert seit dem Ende des 18. Jahrhunderts, als die Familie Arnaud die Rebflächen anlegte. Pétrus war aber keineswegs immer das führende Gut des Pomerol. Erst in der zweiten Hälfte des 19. Jahrhunderts galt Pétrus als die Nummer 3 in Pomerol hinter Vieux Certan und Trotanoy. Weine des Guts errangen auf den Weltausstellungen 1878 und 1898 Goldmedaillen. Die große Ära begann 1925, als Madame Edmond Loubat anfing, Teile von Pétrus aufzukaufen, bis sie 1945 alleinige Besitzerin war. Der 1945er-„Jahrhundertwein“ war es schließlich, der Pétrus endgültig unter den acht großen Bordeaux-Rotweinen etablierte. Nach dem Tod von Loubat 1961 verkauften die Erben nach und nach an Moueix, der die besten 4,5 ha des benachbarten Château Gazin mit Pétrus vereinigte und damit die heutige Rebfläche erreichte.

## Ernte und Produktion
Im Weingut Pétrus wird eine selektive, manuelle Traubenlese betrieben. Dabei wird eine Parzelle nicht auf einmal geerntet, sondern mehrfach, so dass jeweils nur reife Trauben ausgelesen werden. Diese kostenintensive Methode wird inzwischen auch von anderen Herstellern angewendet, die Spitzenweine produzieren. Sie wird außerdem bei der Herstellung von edelsüßen Weinen wie Auslesen, Beeren- und Trockenbeerenauslesen in Deutschland und Österreich sowie bei Ausbruch, Sauternes und Tokajer praktiziert.
Neben solchen Methoden werden von Pétrus auch ungewöhnliche Verfahren genutzt, bei Regen vor Beginn der Ernte wird zur Trocknung der Reben ein tieffliegender Helikopter eingesetzt.
Der Qualitätsanspruch führt dazu, dass in schlechteren Jahren nicht alle Trauben für die eigenen Produkte verwendet, sondern an andere Winzer abverkauft werden.
Von dem Wein Pétrus sind zahlreiche Fälschungen im Umlauf, besonders bei gesuchten Pétrus-Jahrgängen wie 1990, 1989, 1982, 1970, 1961 und 1974. Seit Ende der 1990er Jahre wird vom Hersteller jede Flasche graviert, um die Echtheit zu bezeugen.